# Tournée de l'équipe d'Afrique du Sud de rugby à XV en 1971
La tournée de l'équipe d'Afrique du Sud en 1971, en Australie. Les Springboks remportent la série face aux Wallabies par trois victoires à rien.

## L'aspect politique
La tournée des Springboks en Australie en 1971 devient infamante dans l'histoire du sport australien. Avant la tournée, des appels sont lancés pour couper les liens avec la République en raison de la politique d'apartheid. La tournée a lieu, appuyée par le gouvernement fédéral australien, elle soulève une mobilisation et des manifestations anti-apartheid,. Si les Sud-Africains l’emportent trois victoires à rien sur des scores de 18 à 6, 14 à 6 et 19 à 11, il n'y aura plus de confrontation pendant vingt et un ans.
La tournée des Springboks en Australie en 1971 a donc été une tournée très controversée d'une durée de six semaines de rugby à XV faite par l'équipe d'Afrique du Sud en Australie. Les protestations anti-apartheid se sont produites dans tout le pays. La tournée est peut-être encore plus mal famée par le fait que l'état d'urgence a été décrété au Queensland. Au total, près de sept cents personnes ont été arrêtées pendant la tournée des Springboks.
Les premiers matches se jouent à Adelaïde et à Perth, ils sont perturbés par des manifestations menées par la jeunesse. La troisième rencontre a lieu à Melbourne. Une foule forte de cinq mille personnes, dont une majorité d'étudiants, se rassemble dans les rues de Melbourne pour se diriger vers l'Olympic Park Stadium en signe de protestation.

## L'aspect sportif

### L'Équipe de l'Afrique du Sud

#### Première ligne
- Martiens Louw, deux matches
- Hannes Marais, trois matches, trois fois capitaine
- Sakkie Sauermann, un match
- Piston van Wyk, trois matches

#### Deuxième ligne
- Frik du Preez, trois matches
- John Williams, trois matches

#### Troisième ligne
- Morné du Plessis, trois matches
- Jan Ellis, trois matches, deux essais
- Piet Greyling, trois matches

#### Demi de mêlée
- Joggie Viljoen, trois matches, un essai

#### Demi d'ouverture
- Piet Visagie, trois matches, trois essais, trois transformations, une pénalité, un drop

#### Trois quart centre
- Peter Cronjé  trois matches (un essai)
- Joggie Jansen trois matches

#### Trois quart aile
- Hannes Viljoen, trois matches, deux essais
- Syd Nomis, trois matches

#### Arrière
- Ian McCallum, trois transformations (deux pénalités)

### Résultats des matches
| No | Date            | Lieu               | Match                      | Score   | Compétition |
| -- | --------------- | ------------------ | -------------------------- | ------- | ----------- |
| 1  | 17 juillet 1971 | Sydney Australie   | Australie – Afrique du Sud | 11 – 19 | test match  |
| 2  | 31 juillet 1971 | Brisbane Australie | Australie – Afrique du Sud | 6 – 14  | test match  |
| 3  | 7 août 1971     | Sydney Australie   | Australie – Afrique du Sud | 6 – 18  | test match  |

### Points marqués par les Springboks

#### Premier match contre l'Australie
- Ellis, 3 pointe : un essai
- McCallum, 7 points : deux transformations, une pénalité
- H Viljoen, 3 points : un essai
- J Viljoen, 3 points : un essai
- Visagie, 3 points : un drop goal

#### Deuxième match contre l'Australie
- J Viljoen, 3 points : un essai
- Visagie, 6 points : deux essais
- McCallum, 5 points : une transformation, une pénalité

#### Troisième match contre l'Australie
- P Cronje, 3 points : un essai
- Ellis, 3 points : un essai
- Visagie, 12 points : un essai, trois transformations, une pénalité

#### Meilleur réalisateur
- Visagie, 21 points : trois essais, trois transformations, une pénalité et un drop

#### Meilleur marqueur d'essais
- Visagie : trois essais.